# دانشگاه انبار
دانشگاه انبار (به عربی: جامعة الأنبار) یک دانشگاه در عراق است که در رمادی واقع شده‌است.